# Anamul Haque (Cricketspieler)
Mohammad Anamul Haque Bijoy (bengalisch মোহাম্মাদ এনামুল হক বিজয়, * 16. Dezember 1992 in Kushtia, Bangladesch) ist ein bangladeschischer Cricketspieler, der seit 2012 für die bangladeschische Nationalmannschaft spielt.

## Kindheit und Ausbildung
Anamul Haque war Teil der bangladeschischen Vertretung bei der ICC U19-Cricket-Weltmeisterschaft 2010 und führte das Team bei der Ausgabe 2012 als Kapitän an.

## Aktive Karriere
Anamul Haque gab sein Debüt in der Nationalmannschaft im November 2012 in der ODI-Serie bei der Tour gegen die West Indies. Im zweiten Spiel der Serie gelang ihm ein Century über 120 Runs aus 145 Bällen, wofür er als Spieler der Serie ausgezeichnet wurde. Auch absolvierte er bei der Tour sein Debüt im Twenty20-Cricket. Im März 2013 reiste er mit dem Team nach Sri Lanka, wo sein Test-Debüt folgte. Er spielte in der Folge vorwiegend in den kurzen Formaten. Beim Asia Cup 2014 erreichte er gegen Indien ein Fifty über 77 Runs und gegen Pakistan ein Century über 100 Runs aus 132 Bällen. Beim kurz darauf stattfindenden ICC World Twenty20 2014 erreichte er jeweils 44 Runs gegen Afghanistan und Indien. Im August erzielte er in den West Indies in den ODIs ein Century über 109 Runs aus 138 Bällen. Bei der darauf folgenden ODI-Serie gegen Simbabwe erreichte er zwei weitere Fifties (80 und 95 Runs). Er war Teil des Teams beim Cricket World Cup 2015, verletzte sich dort jedoch an der Schulter und musste beim Turnier durch Imrul Kayes ersetzt werden.
In der Folge spielte er nur noch vereinzelte Spiele im Nationalteam und verlor im März 2016 seinen zentralen Vertrag mit dem bangladeschischen Verband. Daraufhin konnte er Erfolge im nationalen bangladeschischen Erzielen und gewann unter anderem mit Khulna Division die National Cricket League 2016/17. Im Januar 2018 kam er dann erstmals wieder zurück ins Nationalteam. Doch hatte er Schwierigkeiten sich wieder zu etablieren und verpasste so den Kader für den Cricket World Cup 2019. Erst im Sommer 2022 fand er den Weg zurück ins bangladeschische Team in allen drei Formaten. In Simbabwe erreichte er in der ODI-Serie zwei Fifties über 73 und 76 Runs. Er verblieb jedoch am Rande des Teams und wurde beim Asia Cup 2023 als Ersatz für Litton Das in die Mannschaft berufen. Auch beim Cricket World Cup 2023 wurde er nachnominiert, nachdem sich Shakib Al Hasan verletzte.